# Wens

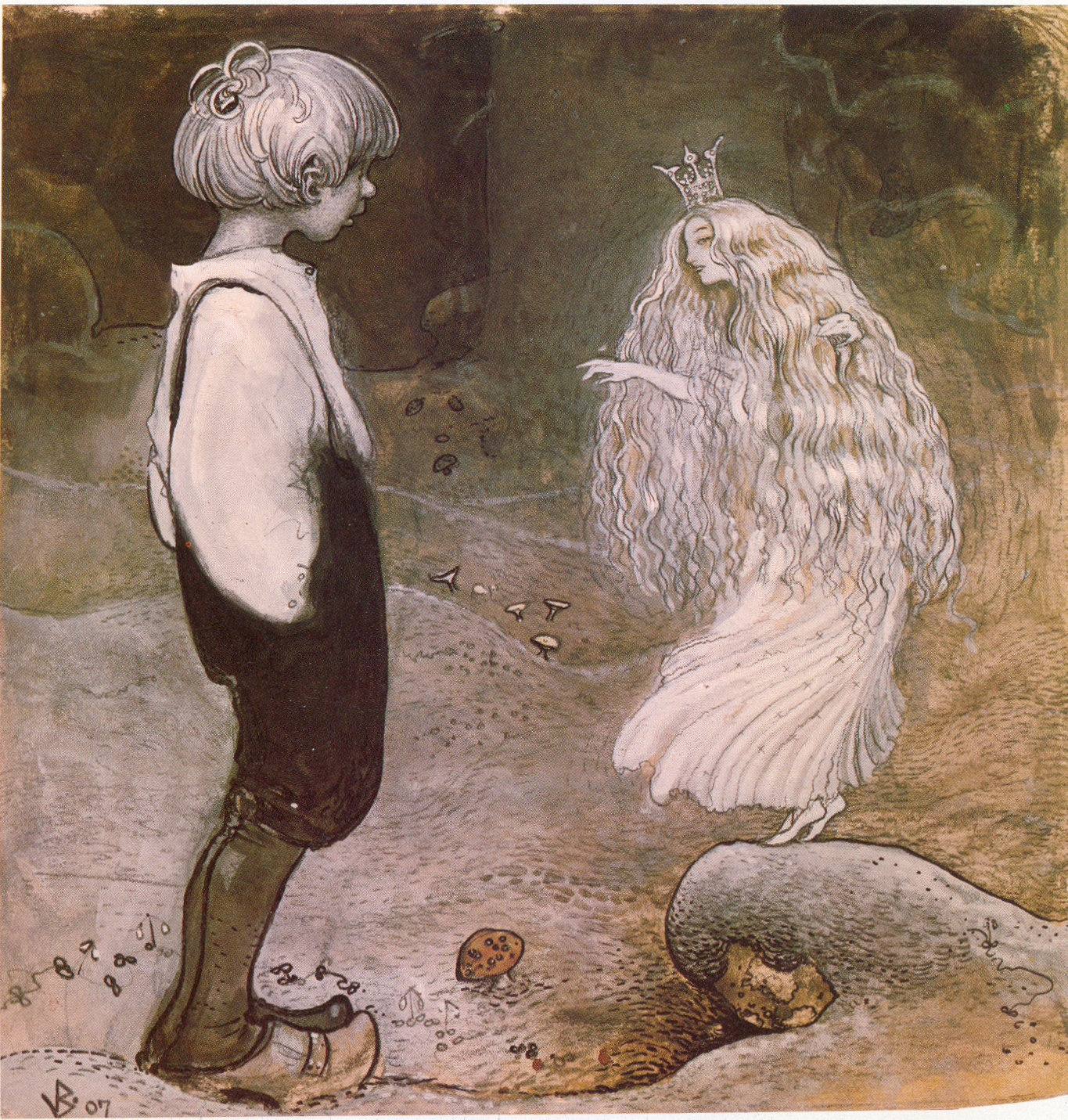
Een fee vervult wensen.

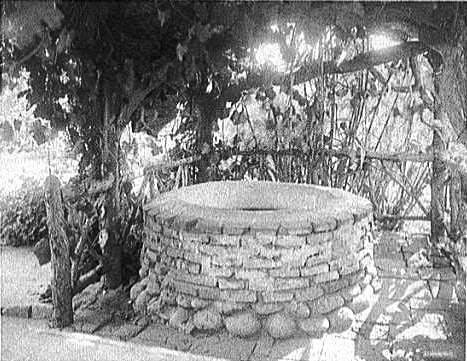
Een wensput.

Een wens is een verlangen naar iets of de verwoording van dat verlangen. In de folklore kunnen personages wensen doen, die kunnen "uitkomen" of "vervuld" kunnen worden, vaak na een ritueel of een speciale gebeurtenis.

## Situaties en soorten
Traditionele gelegenheden waarbij een wens gedaan mag worden zijn onder andere:
- het uitblazen van kaarsen op een verjaardagstaart
- het wegblazen van een uitgevallen wimper van iemands vinger
- het wegblazen van paardenbloempluis
- het werpen van een munt in een wensput
- het zien van een vallende ster
- het breken van het vorkbeen van een kalkoen (Amerikaanse cultuur)
- als een lieveheersbeestje op je landt.

Andere soorten wensen zijn de gelukswens, de vervloeking en de verwensing. Dit zijn wensen waarbij iemand anders iets toegewenst wordt.

## In verhalen
Er bestaan veel verhalen waarin het doen van wensen centraal staat. Dit kunnen sprookjes, wijsheden of moppen zijn. Vaak mogen de protagonisten een, drie of meer wensen doen, maar hebben de wensen onvoorziene effecten of worden ze met een andere of te letterlijke interpretatie vervuld. Een andere variatie is het duivelspact, waarbij iemand zijn ziel aan de duivel verkoopt of de duivel schijnbaar voor niets een wens vervult, maar er toch een addertje onder het gras zit. De boodschap is meestal goed na te denken voor men ergens aan begint of iets wenst. Voorbeelden zijn:
- In een oud volksverhaal redt een man een fee of kabouter en als dank vervult deze drie wensen. De man wenst een klomp goud, maar onderweg naar de juwelier om deze te verkopen loopt hij in zijn euforie in een moeras en moet hij zijn tweede wens gebruiken om eruit te komen. In de stad wordt hij gearresteerd op verdenking van diefstal en wordt het goud in beslag genomen, zodat hij de derde wens moet gebruiken om zich uit de cel te wensen. Zo is hij niets opgeschoten.
- De visser uit het sprookje Van de visser en zijn vrouw kreeg van een tovervis alle wensen vervuld die hij deed, maar iedere wens wekte meer hebzucht bij zijn vrouw op, waarna ze hem telkens terugstuurde naar zee om iets groters te wensen. Ten slotte, wanneer de vrouw de macht van God wenst, neemt de vis alle wensen terug.
- Een voorbeeld van een driewensenmop: Drie schipbreukelingen op een eiland vinden een fles waaruit een geest komt, die ieder een wens belooft. De eerste man wenst zichzelf in Parijs. De tweede wenst zichzelf in Hollywood. En de derde, die ziet dat hij nu alleen is, zegt: 'Ik wens dat mijn beide vrienden weer hier zijn!'